# Liste des maires de Blois
Cet article dresse une liste par ordre de mandat des 59 maires de Blois depuis 1692.

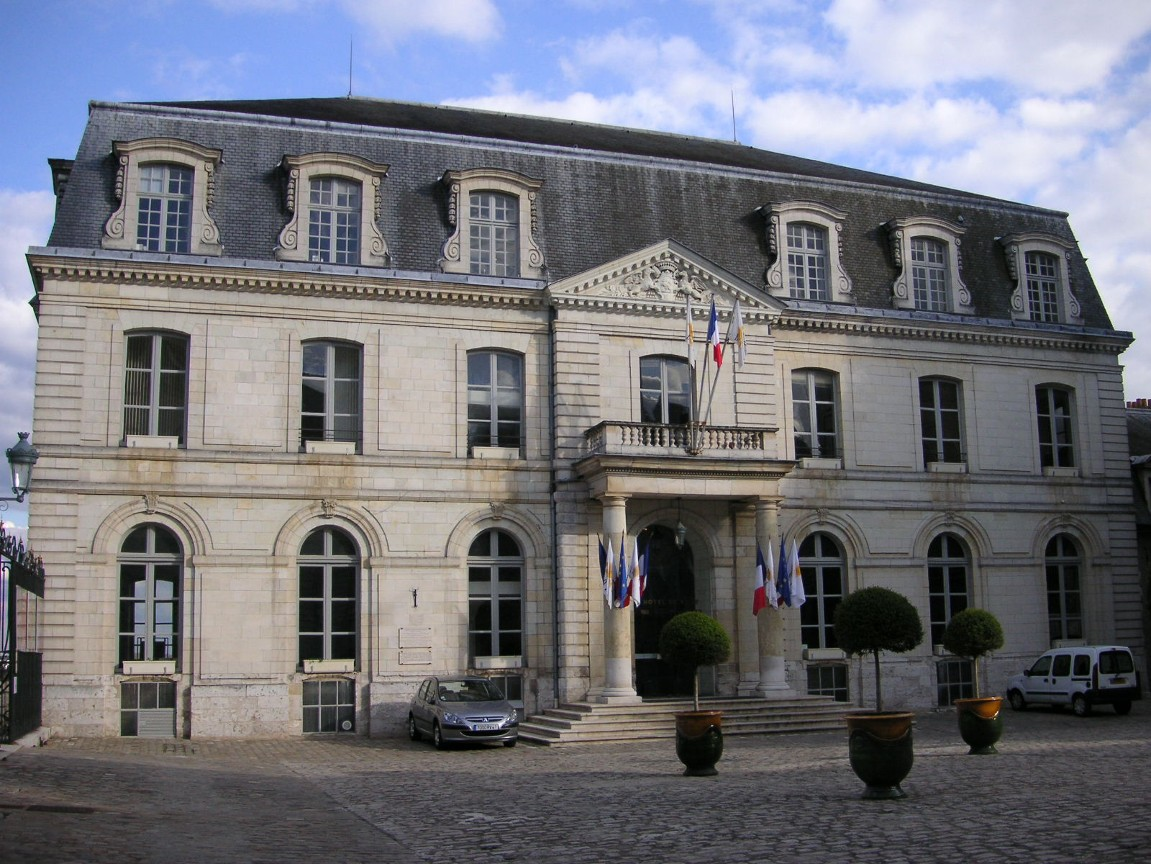
Hôtel de ville de Blois (depuis 1940).

## Antécédents
Blois n'a été formellement intégrée au royaume de France qu'en 1547 avec l'avènement du roi Henri II. Jusque là, la charge d'administrateur de la ville de Blois a été occupée soit par les comtes de Blois, soit par leurs vicomtes.
Des conseillers municipaux existaient également –on les appelait alors échevins–, et leur chef –le premier échevin– avait souvent une autorité proche d'un maire, sans en avoir officiellement le titre. Cependant, c'est le bailli (aussi généralement gouverneur de la ville) qui représentait localement l'autorité royale en présidant les assemblées communales ; en son absence, c'est le lieutenant-général du comté qui le remplace.
Après la réapparition du titre de comte de Blois en faveur de Gaston d’Orléans entre 1626 et 1660, un gouverneur de la ville est un temps nommé, à savoir Jacques II Charon, seigneur de Nozieux et de Menars.
Sous Louis XIV, Jean VI de La Saussaye, alors président de la chambre des comptes et proche du roi, reçoit le privilège unique de présider les assemblées communales, devenant ainsi le premier individu à administrer la ville sans avoir à gérer le bailliage, ni le comté.

## Liste des maires

### Ancien régime (1692-1790)
Comme dans le reste des grandes villes du royaume de France, la charge de maire de Blois a été créée sous Louis XIV à la suite de l'édit royal d'août 1692.
Réservée à une certaine bourgeoisie, la charge de maire est ainsi à acheter parmi les habitants. Le maire est nommé à vie par le roi, la fonction donne droit à la noblesse, et est dans un premier temps un titre héréditaire.
Pour la Couronne, il s'agit alors de nommer quelqu'un responsable de l'administration locale sans perdre de nobles à Versailles et tout en renflouant les caisses de l'État.
En plus d'une vacance du titre entre 1712 et 1715 pour des questions de minorité des héritiers, la charge a été supprimée entre 1717 et 1723 puis entre 1724 et 1765.
| #                                | Identité politique                         | Période                      | Autres fonctions                                             | Notes |
| -------------------------------- | ------------------------------------------ | ---------------------------- | ------------------------------------------------------------ | --- |
| 1er                              | Guillaume Druillon († 15 février 1712)     | décembre 1692 – février 1712 | Lieutenant-général du bailliage de Blois                     | Descendant d'une famille d'échevins blésois depuis un siècle, il est nommé lieutenant-général en 1690 puis maire lorsque la charge est installée le 18 décembre 1692. En 1700, il accueillit Louis XIV et son petit-fils, le futur Philippe V d'Espagne.                                                |
| 2e                               | Pierre Druillon († 9 octobre 1712)         | mars 1712 – octobre 1712     | Lieutenant-général du bailliage de Blois                     | Fils de Guillaume, il est nommé à sa succession en tant que lieutenant-général et maire le 2 mars 1712, mais décède sept mois plus tard. |
| Pas de maire (vacance)           |                                            |                              |                                                              | |
| 3e                               | François Bachod de l'Esbat († 1731)        | 1715 – 1717                  | Seigneur de Lesbat, Lieutenant-général du bailliage de Blois | La charge étant vacante car les héritiers de Druillon étant mineurs, le seigneur de Lesbat s'arrangea avec sa famille pour récupérer la mairie de Blois. Il fut nommé le 29 juillet 1715. |
| Pas de maire (offices supprimés) |                                            |                              |                                                              | |
| 4e                               | Jean Desnoyers (†)                         | 1723 – 1724                  |                                                              | Bourgeois blésois, il est élevé maire au rétablissement de la charge en 1723, mais celle-ci est révoquée à peine un an plus tard. |
| Pas de maire (charge supprimée)  |                                            |                              |                                                              | |
| 5e                               | François-Simon Neiltz de la Fosse (†)      | 1765 – 1768                  | Lieutenant de maréchaussée, Chevalier de Saint-Louis         | Il fut élu le 2 décembre 1765 pour trois ans parmi trois candidats. |
| 6e                               | Premier échevin (par intérim)              | 1768 – 1769                  |                                                              | L'identité du premier échevin à ce moment nous est pas parvenue. |
| 7e                               | Paul Boësnier de l'Orme († 1793)           | 1769 – 1773                  | Économiste, Maître des Eaux et Forêts                        | Ancien échevin, il est nommé maire le 28 décembre 1769. |
| 8e                               | Jean-François III de La Saussaye († 1788)  | 1773 – 1783                  | Seigneur de la Raboie                                        | Petit-fils de Jean VI de La Saussaye et ancien échevin et syndic de la noblesse du Blésois, il est élu nommé maire en 1773. En 1777, il fit rénover l'hôtel de ville, alors sur les quais de Loire. Issu de la famille blésoise de La Saussaye, il fut le grand-père du numismate Louis de La Saussaye. |
| 9e                               | Pierre Boucherat (†)                       | 1783 – 1787                  | Négociant                                                    | Échevin dévoué, il fut recompensé par le conseil de ville en 1776, puis designé maire le 21 février 1783. Début février 1784, il porta secours aux Blésois victimes d'une importante crue de la Loire.                                                                                                  |
| 10e                              | Pierre-Paul Boësnier de l'Orme (1742–1802) | 1787 – 1790                  | Maître des Eaux et Forêts                                    | Neveu de Paul Boësnier de l'Orme, il est nommé le 10 février 1787 et assume la charge jusqu'à la Révolution française. |

### Première République (1790-1795)
À la Révolution, le maire devient élu au suffrage censitaire. Ainsi, pour pouvoir voter, il faut être de sexe masculin, avoir plus de 25 ans et payer le cens (alors équivalent à trois journées de travail, ou dix pour devenir éligible). Le maire est élu pour un an. La noblesse ayant été abolie en août 1789, la charge de maire n'est donc plus un titre anoblissant.
À Blois, le jusque-là maire Pierre-Paul Boësnier de l'Orme est contraint de se retirer et d'organiser les premières élections municipales. Six mois plus tard, ce dernier fut élu vice-président du directoire du département.
| #   | Identité politique                     | Période                      | Autres activités | Notes |
| --- | -------------------------------------- | ---------------------------- | ---------------- | --- |
| 11e | Henri Petit de Villanteuil (1745–1807) | janvier 1790 – novembre 1791 | Magistrat        | Né sans jambes dans la maison familiale dans la rue des Papegaults, le 1er maire élu de Blois a dû gérer la confiscation des biens du clergé pour éponger la dette de l'État. En novembre 1792, il est élu membre du directoire du Loir-et-Cher jusqu'en 1793, puis se retira de la politique. |
| 12e | Paul Legros-Mouillanderie († 1800)     | novembre 1791 – 1792         | Commerçant       | Négociant en vin, il devint membre consulaire du tribunal de commerce, administrateur de l'hôpital, puis conseiller municipal en 1782, puis pendant le mandat d'Henri Petit de Villanteuil. Après son mandat de maire, il fut membre du directoire du département jusqu'à l'épuration de 1794. |
| 13e | Nicolas Girault-Villiers (†)           | 1792 – 1793                  | Commerçant       | Élu à la suite de la 3e élection municipale, il fut destitué par le député Guimberteau, alors de passage à Blois pour une séance d'épuration,. |
| 14e | Michel Bezard-Boisse (1750–1829)       | 1793 – 1795                  | Commerçant       | D'abord maire de Suèvres, il devint membre du directoire du Loir-et-Cher en 1791 puis est proclamé maire le 30 octobre 1793 par Guimberteau,. |

### Directoire (1795-1800)
La Constitution du 5 fructidor an III (22 août 1795) met en place les municipalités cantonales. Chaque commune doit dorénavant élire un agent municipal qui participe à l'administration de la municipalité cantonale. La fonction de maire est temporairement remplacée par celle d'un « président de municipalité cantonale », élu pour un an, et obtient ses prérogatives. À Blois, la reunion des cantons donnant essentiellement la ville, le rôle de président de municipalité revient à celui de maire.
| #   | Identité politique                       | Période     | Autres activités | Notes |
| --- | ---------------------------------------- | ----------- | ---------------- | --- |
| 15e | Louis Antoine Thomas Desfray (1741–1811) | 1795 – 1797 | Marchand         | Simple marchand mercier lorsque la Révolution éclate, il devient député des merciers-drapiers et représente le Tiers-état lors des États généraux de 1789. Il fut le père du docteur Desfray (odonyme), médecin chirurgien blésois. |
| 16e | Michel Bezard-Boisse (1750–1829)         | 1797 – 1798 | Marchand         | Réélu pour un deuxième mandat en 1797. |
| 17e | Benoit Pierre Lemaignen (†)              | 1798 – 1799 | Épicier          | Simple épicier blésois en 1789 et cousin germain de Bezard-Boisse, il fut élu pour l'an VI. |
| 18e | Michel Bezard-Boisse (1750–1829)         | 1799 – 1800 | Marchand         | Réélu pour un troisième et dernier mandat en 1799. |

### Début XIXesiècle (1800-1885)
À partir de la Constitution du 22 frimaire an VIII (13 décembre 1799), le maire est nommé par le Premier consul de la République, sauf entre 1831 et 1848 où il est nommé par le roi.
Aussi, à compter du 2 pluviôse an IX (22 janvier 1801) le maire est chargé seul de l’administration de la commune et les conseillers ne sont consultés que lorsqu’il le juge utile. Le maire exerce ce pouvoir absolu jusqu’en 1867.
De plus, entre 1803 et 1828, la commune de Saint-Gervais-la-Forêt est intégrée à Blois et ressort donc du territoire administré par le maire de Blois.
Dans leur ouvrage, Bergevin et Dupré détaillent qu'en 1846, Blois comptait 831 électeurs municipaux (dont 693 censitaires et 138 à qui les fonctions ou titres donnèrent droit de vote). Le cens minimal était alors fixé à 81,45 francs.
Au début de la Troisième République en 1871, le maire continue d'être nommé, cette fois par le préfet.
| #   | Identité politique                                | Période                        | Autres activités                                                      | Notes |
| --- | ------------------------------------------------- | ------------------------------ | --------------------------------------------------------------------- | --- |
| 19e | Louis Michel Lefèvre (1746–1824)                  | 1800 – 1803                    | Notaire                                                               | Notaire blésois, il est installé le 28 août 1800, puis est ensuite devenu sous-préfet de Vendôme. |
| 20e | Louis-Athanase Bergevin (1753–1832)               | 1803 – 1806                    | Notaire, Magistrat                                                    | Nommé le 29 juin 1803, il relia sa « Terre de Saint-Gervais » à Blois, initia l'éclairage public, puis refusa de renouveler son mandat et nomma son neveu à sa succession. Il continua d'être membre du conseil municipal jusqu'en 1831, et devint vice-président du tribunal de première instance de Blois. Il fut le père, entre autres, de l'historien Louis-Catherine Bergevin. |
| 21e | Jean-Marie Pardessus (1772–1853)                  | 1806 – 1808                    | Avocat, Député, Conseiller général, Conseiller à la Cour de cassation | Neveu de Louis-Athanase Bergevin, à qui il succède en tant que maire le 29 mai 1806. Il fut également membre de l'Institut de France. |
| 22e | Louis Asselin (1770–1849)                         | 1808 – 1814                    | Préfet, Conseiller général                                            | Nommé maire le 9 juillet 1808, puis élevé baron de l'Empire le 5 août. |
| 23e | Charles Pierre Barbier de Préville (1781–1859)    | 1814 – 1821                    | Sous-préfet                                                           | Nommé maire le 5 novembre 1814, il est ensuite devenu sous-préfet de Ségré. |
| 24e | Jacques de Chauvelin de Beauregard (1754–1828)    | 1821 – 1825                    | Seigneur de Beauregard, Membre du conseil général                     | Descendant de Toussaint Chauvelin, il est nommé maire le 27 janvier 1821. |
| 25e | Étienne Legros-Boureau (1771–1840)                | 1825 – 1830                    | Négociant                                                             | Fils du président du tribunal de commerce de Blois en 1791, M. Legros-Moyendri, il est nommé maire le 27 mai 1825. Il démissionna pendant les Trois Glorieuses. |
| 26e | Sébastien Pierre Péan (1786–1846)                 | 1830 – 1832                    | Avocat, Député, Juge                                                  | Avocat, il est nommé maire le 2 septembre 1830, puis reconduit à la suite des élections de 1831, mais élu député de l'arrondissement de Vendôme en 1832. |
| 27e | Jean-Marie Leroy (1794–1880)                      | 1832 – 1834                    | Avoué, Préfet                                                         | Ancien avoué et membre du conseil général, il est nommé le 9 juillet 1832. |
| 28e | Sébastien Couteau-Laurand (†)                     | 1834 – 1837                    | Magistrat                                                             | Ancien président du tribunal de commerce de Blois, il est nommé le 26 décembre 1834. |
| 29e | Pierre Stanislas Maigreau-Blau (1788–1847)        | 1837 – 1847                    | Avocat, Conseiller général de Blois-Est                               | Avocat et membre du conseil général, il est nommé le 10 août 1837, puis reconduit après les élections de 1840 et 1843. |
| 30e | Auguste Dominique Lemaignen-Doulceron (1795–1869) | 1847 – 1848                    | Soldat                                                                | D'abord soldat sous le Premier Empire, il devient l'adjoint au maire Maigreau, puis lui succède en 1847. Ensuite, il est devenu président du conseil d'arrondissement de Blois en 1853, puis s'est illustré en aidant les habitants lors de l'inondation de 1866. |
| 31e | Jean-Marie Leroy (1794–1880)                      | février 1848 – juillet 1848    | Avoué, Conseiller général de Blois-Ouest, Préfet                      | Ancien maire et après avoir été député dans l'opposition, il est nommé de nouveau maire puis préfet du Loir-et-Cher, puis de la Creuse en 1849. |
| 32e | Pierre Eugène Péan-Coupé (1801–1866)              | juillet 1848 – décembre 1850   | Marchand, Conseiller général de Blois-Ouest                           | Marchand de fer, il est élu conseiller général de Blois-Ouest le 27 avril 1848, puis président de la commission municipale le 3 juillet. Il aurait démissionné en 1850[réf. nécessaire]. |
| 33e | Eugène Riffault (1803–1888)                       | décembre 1850 – septembre 1870 | Censeur, Conseiller général d'Herbault                                | Équivalent blésois du préfet de Paris, Georges Eugène Haussmann. Sous tout le Second Empire, il transforma la ville grâce au percement de nouvelles rues. Il démissionna à la suite de la chute du régime. |
| 34e | Sylvain Louis Baptiste Pousset-Péan (né en 1826)  | septembre 1870 – 1870          | Banquier, Conseiller général de Blois-Ouest                           | Capturé par les Prussiens le 25 janvier 1871, il ne fut de retour que le 1er mars, lui valant d'être décoré chevalier de la Légion d'honneur le 12 août. Il fit cependant banqueroute en 1873 et fut donc radié. |
| -   | Victor-Auguste Poulain (1825–1918)                | 1870 – mai 1871                | Industriel, Chocolatier, Conseiller général d'Herbault                | Pendant l'occupation, la ville est administrée par une commission administrative municipale avec Victor-Auguste Poulain à sa tête, en l'attente de nouvelles élections. |
| 35e | Charles Dufay (1815–1898)                         | mai 1871 – 1873                | Médecin, Deputé, Conseiller général de Blois-Ouest                    | Élu maire et deputé du Loir-et-Cher à la suite des élections de 1871, il est ensuite élu conseiller général du canton Ouest en 1873. Défavorable au cumul de mandats, il démissionne au profit de l'un de ses colistiers. |
| 36e | Jules Charrier (1823–1891)                        | 1873 – 1878                    |                                                                       | Originaire de Villefrancœur et cousin du peintre Jules Contant, il suivit son oncle Amédée Contant, conseiller municipal en 1870, dans la politique en devenant l'adjoint de Dufay, que ce dernier nomma à sa succession, puis il remporta l'élection municipale de 1874 en s'alliant avec une droite ne faisant pas politique.                                                     |
| 37e | Henri Chavigny (1816–1885)                        | 1878 – janvier 1881            | Notaire, Conseiller général de Blois-Est                              | Ancien notaire, il est élu maire à la suite des élections de 1878. |
| 38e | Charles Dufay (1815–1898)                         | janvier 1881 – 1882            | Médecin, Sénateur                                                     | Bien que devenu sénateur en 1879, Dufay assuma de nouveau la charge de maire en 1881 avant de la convocation d'élections. |
| 39e | Paul Mahoudeau (1829–1921)                        | 1882 – 1885                    | Boulanger, Clerc de notaire, Conseiller général de Blois-Est          | Élu en 1882 et reconduit en 1884, il finit par démissionner à la suite d'un désaccord avec ses conseillers municipaux quant aux indemnités destinées aux pompiers. |

### Époque contemporaine (depuis 1885)
Depuis la loi du 5 avril 1884 et les élections qui ont suivi, l'élection des conseillers municipaux se fait au suffrage universel qui ensuite procèdent à l'élection du maire. Le mandat est d'abord fixé à 4 ans, puis augmenté à 6 ans en 1929.
Les citoyens votent ainsi pour une liste de candidats, en deux tours si aucune liste n'atteint les 50 % lors du premier. La tête de liste élue est nommée maire, et sa liste obtient d'emblée une prime majoritaire augmentant sa représentation au sein du conseil municipal.
Ce mode de scrutin est cependant suspendu sous le régime de Vichy — soit entre août 1940 et avril 1945 —, lors duquel la charge est un temps supprimée avant d'être rétablie au profit d'Henri Drussy dès 1941.
Les femmes ne peuvent voter que depuis les élections de 1945, et les militaires depuis celles de 1947. Enfin, c'est en 1974 que l'âge du droit de vote a été abaissé de 21 à 18 ans.
| #                               | Identité politique                | Période                  | Autres activités                                                                                 | Notes |
| ------------------------------- | --------------------------------- | ------------------------ | ------------------------------------------------------------------------------------------------ | --- |
| 40e                             | Anatole Badaire (†)               | 1885 – 1892              | Comptable                                                                                        | Trésorier de la Société des sciences et lettres de Loir-et-Cher, il est également nommé membre du Conseil départemental de l'instruction publique à la mort d'Henri Chavigny en 1885. |
| 41e                             | Jules Guéritte (†)                | 1892 – 1896              | Industriel                                                                                       | Radical-socialiste, anticlérical et franc-maçon, il était propriétaire de l'usine Guéritte, dans l'avenue Gambetta. |
| 42e                             | Paul Gauthier (†)                 | 1896 – 1900              | Industriel                                                                                       | Espérantiste, il a été nommé maire à la suite du désistement d'Edmond Bourdain pour raisons de santé. |
| 43e                             | Jules Brisson (1843–1914)         | 1900 – 1914              | Industriel, Conseiller général de Blois-Ouest                                                    | Entrepreneur, il a œuvré pour donner à Blois un réseau de tramways,. Il est mort dans l'exercice de ses fonctions le 14 juillet 1914, à deux semaines de l'entrée de la France dans la Première Guerre mondiale. |
| 44e                             | Pierre-Alexis Bouët (†)           | 1914 – 1919              |                                                                                                  | Premier adjoint au maire Brisson qu'il remplaça peu avant le début de la Première Guerre mondiale. |
| 45e                             | Louis Antony Croizeau (1854–1927) | 1919 – 1925              | Magistrat                                                                                        | Nommé juge suppléant au tribunal du première instance en 1886, il remporta les élections de 1919. |
| 46e                             | Maurice Olivier (1876–1944)       | 1925 – février 1940      | Psychiatre                                                                                       | Interne, médecin, puis directeur de l'asile départemental, le docteur Olivier est à l'origine de la clinique du Centre qu'il délocalisa de Salbris au château de Saumery, à Huisseau-sur-Cosson,. Il démissionna pour des raisons de santé et pour se concentrer sur l'activité de sa clinique.                                                                                               |
| 47e                             | Émile Laurens (1884–1940)         | février 1940 – juin 1940 | Enseignant                                                                                       | Professeur de collège et adjoint au maire Olivier à qui il succède à sa démission, son domicile a été bombardé lors de l'invasion nazie, le 16 juin 1940 ; le maire en exercice succomba à ses blessures. |
| 48e                             | Maurice Olivier (1876–1944)       | juin 1940 – août 1940    | Psychiatre                                                                                       | Après la mort de Laurens et le début de l'occupation, le docteur Olivier revint sur Blois assumer la charge de maire mais celle-ci fut supprimée en août par le gouvernement de Vichy. |
| Pas de maire (charge supprimée) |                                   |                          |                                                                                                  | |
| 49e                             | Henri Drussy (1893–1944)          | 1941 – 1944              | Conseiller général de Blois-Est                                                                  | Grièvement blessé en 1915, il fut actif en créant diverses associations en soutien aux autres mutilés de la Première Guerre mondiale,. Nommé en 1940 président de la délégation de reconstruction à Blois, il fut nommé maire en 1941. D'abord loyal envers l'occupant, il bascula dans la Résistance et finit emprisonné à deux reprises,. Il meurt le 24 octobre 1944 d'une crise d'urémie. |
| 50e                             | René Calenge (1921–1973)          | 1944 – 1945              |                                                                                                  | Bras droit de Drussy dès 1940, il est nommé à sa succession lorsque ce dernier est emprisonné en 1944. |
| 51e                             | Charles Ruche (†)                 | 1945 – 1947              | Directeur d'école                                                                                | Blessé de la Première Guerre mondiale, il était directeur de l'école de garçons de Blois pendant l'entre-deux-guerres, avant d'être élu maire le 29 avril 1945. |
| 52e                             | René Calenge (1921–1973)          | 1947 – 1959              |                                                                                                  | Calenge redevint maire à la suite des élections de 1947, et s'attelle à la reconstruction de la ville en s'aidant des dessins de Drussy. En 1950, il reçut au nom de la ville de Blois et de ses habitants la Croix de guerre des mains du général Kœnig. Conscient du manque de logements malgré la reconstruction, il proposa le projet ZUP en mars 1959.                                   |
| 53e                             | Marcel Bühler (1893–1965)         | 1959 – 1965              |                                                                                                  | Mutilé de la Première Guerre mondiale puis résistant du réseau Prosper-Alphonse avec Pierre Culioli pendant la Seconde,, il remporta les élections de 1959 auxquelles Calenge n'a pas participé. Dès mai 1959, il accueillit de Gaulle à Blois, puis lança le projet ZUP en août. |
| 54e                             | Louis Pétré (†)                   | 1965 – 1971              |                                                                                                  | Élu en 1965, il est vaincu aux élections suivantes par l'ancien ministre-député Sudreau, à qui il confia le défi de la croissance urbaine. |
| 55e                             | Pierre Sudreau (1919–2012)        | 1971 – 1989              | Préfet, Député, Ministre de la Construction, Ministre de l'Éducation nationale                   | Élu en 1971 contre Pétré, les trois mandats de l'ancien ministre de la Construction (1958-1962) se caractérisent par une redéfinition de la politique urbaine et un agrandissement de la ZUP. |
| 56e                             | Jack Lang (né en 1939)            | 1989 – 2000              | Député, Conseiller général de Blois-4, Ministre de l'Éducation nationale, Ministre de la Culture | D'abord ministre de la Culture sous Mitterrand (1981-1986 et 1988-1993), il remporta les élections de 1989 et de 1995, mais fut contraint par Chirac de démissionner lorsqu'il fut nommé ministre de l'Éducation nationale en l'an 2000. |
| 57e                             | Bernard Valette (né en)           | 2000 – 2001              | Proviseur                                                                                        | Ancien proviseur du lycée Sonia-Delaunay, il est temporairement élu le 28 avril 2000 par le conseil municipal après le départ de Jack Lang au gouvernement, de qui il était l'adjoint au maire. Il est principalement connu pour son action associative : promotion du Val de Loire auprès de l'UNESCO, création de l'ALCV et l'Observatoire Loire, notamment.                                |
| 58e                             | Nicolas Perruchot (né en 1966)    | 2001 – 2008              | Député, Conseiller général                                                                       | Comme à l'élection départementale de 2000, Perruchot l'emporte en 2001 face au duo Lang/Valette. Son mandat est marqué par la rénovation de la ZUP vieillissante. En 2021, il est notamment cité dans le scandale des Pandora Papers. |
| 59e                             | Marc Gricourt (né en 1961)        | depuis 2008              | Infirmier, Conseiller général de Blois-4                                                         | Infirmier de formation, puis élu au second tour le 16 mars 2008 face à Perruchot, il a poursuivi la rénovation de la ZUP et entrepris celle du centre-ville grâce au projet ACVL,. |

## Maires notables
À Blois, le député Eugène Riffault reste le maire avec le plus grand nombre d'années en exercice (à savoir 20 ans), dont le mandat correspond aux deux décennies du Second Empire.
Le mandat le plus court fut cependant le second de Maurice Olivier (2 mois), au début de la Seconde Guerre mondiale.
Le maire ayant assumé le plus grand nombre de mandats reste Michel Bezard-Boisse et ses trois mandats discontinus lors des troubles de la Révolution.
Le maire le plus célèbre à échelle nationale est sans nul doute Jack Lang, instigateur de la Fête de la musique également connu pour avoir été ministre de la Culture sous Jacques Chirac.

## Hommages et toponymes
Nombre de ces maires ont laissé des odonymes à Blois :
- en centre-ville :
  - le quai de La-Saussaye,
  - le mail Pierre-Sudreau,
  - la rue Boësnier,
  - la rue Émile-Laurens,
  - la rue Henri-Drussy,
  - la rue Pardessus,
- en Vienne :
  - l'école élémentaire Marcel-Bühler,
  - le quai Henri-Chavigny,
  - la promenade Bernard-Valette[65],
  - la rue Bergevin,
  - la rue Charles-Ruche,
  - la rue du Docteur-Olivier,
  - la rue Jules-Brisson,
- dans d'autres quartiers :
  - le boulevard Eugène-Riffault (entre Saint-Jean et la Halle aux grains),
  - la place Louis-Pétré (vers le centre administratif),
  - les place et rue Auguste-Poulain (près de la gare),
  - la rue Paul-Mahoudeau (près du parc de l'Arrou),
  - la rue René-Calenge (près de la caserne Maurice-de-Saxe).